# Kylan Hamdaoui
Kylan Hamdaoui (Francia, 15 de abril de 1994) es un jugador profesional francés de rugby que se desempeña en la posición de fullback en Stade Français Paris, equipo perteneciente a la liga Top 14.

## Carrera
Hamdaoui es un jugador de formación francesa (JIFF). Comenzó su carrera deportiva con el equipo Stade Rochelais, en el cual jugó siete temporadas (2005-2012), después pasó a ASM Clermont Auvergne (2012-2014), luego a Biarritz Olympique Pays Basque (2014-2018), posteriormente a Stade Français Paris, donde lleva jugando seis temporadas.